# Світлицьке
Світли́цьке — село в Україні, у Привільненській сільській громаді Баштанського району Миколаївської області. Населення становить 3 осіб.

## Історія
В околицях села в ур. Скеля виявлено пізньопалеолітичне місцезнаходження. Тут на незначному підвищені зібрано невелику кількість кременів пізньопалеолітичного вигляду: два нуклеуси, кілька відщепів, уламок неправильної призматичної пластини. Пам'ятку виявлено у 1968 р. Інгульською археологічною експедицією Інституту археології АН УРСР під керівництвом О.Г. Шапошникової.
Населений пункт виник як хутір біля села Єрмолівка у 1910—1924 рр.

## Населення
Згідно з переписом УРСР 1989 року чисельність наявного населення села становила 7 осіб, з яких 3 чоловіки та 4 жінки.
За переписом населення України 2001 року в селі мешкали 3 особи.

### Мова
Розподіл населення за рідною мовою за даними перепису 2001 року:
| Мова       | Відсоток |
| ---------- | -------- |
| російська  | 66,67 %  |
| українська | 33,33 %  |

## Природа
В околицях села виявлено ендемічні рослини, що входять до Червоної Книги України: Карагану скіфську (Caragana scythica (Kom.) Pojark), та Шоломницю весняну (Scutellaria verna Besser).